# سازمان میثرا برای توسعه و فرهنگ یارسانی
سازمان میثرا برای توسعه و فرهنگ یارسانی (به کردی: ڕێکخراوی میثرا بۆ پەرەپێدان و ڕۆشنبیریی یارسانی، به عربی: منظمة ميثرا للتنمية والثقافة اليارسانية) یک سازمان مستقل غیرانتفاعی است که توسط تعدادی از فعالان کرد یارسان در عراق تشکیل شده‌است. این سازمان برای توسعه و گسترش فرهنگ یارسان فعالیت می‌کند.
سازمان میثرا برای توسعه و فرهنگ یارسانی هدف خود را از فعالیت محافظت از میراث، آداب و رسوم و فرهنگ مردم یارسان و معرفی کردن باورها و عقاید دین یاری به دیگر مردم جهان اعلام کرده‌است. سازمان میثرا در اتحاد غرامت عادلانه عضویت دارد.
سازمان میثرا برای توسعه و فرهنگ یارسانی هدف خود را ارتقای آگاهی جامعۀ یارسان و جوامع اقلیت دیگر، دفاع از حقوق قانونی مردم یارسان و اقلیت‌های دیگر از طریق قوانین داخلی و بین‌المللی، مستندسازی ارتباطات و اطلاعات معتبر مربوط به مردم یارسان، تقویت فعالیت‌های مردم یارسان در زمینه‌های فرهنگی و نیز بخشش و صلح، تأمین منابع لازم برای پژوهش‌های مرتبط با دین و فرهنگ یارسان اعلام کرده‌است.